# Enisonychus pseudcruentatus
Enisonychus pseudcruentatus es una especie de coleóptero de la familia Attelabidae.

## Distribución geográfica
Habita en Malasia.